# 衣索比亞的亞美尼亞人
亞美尼亞人，是衣索比亞的世居少數民族，主要聚居在首都阿的斯阿貝巴。他們在公元一世紀已與衣索比亞有貿易關係。

## 宗教
亞美尼亞人信仰的亞美尼亞使徒教會與埃塞俄比亞正教會也是科普特正教會，他們也有自己的教堂。

## 歷史
亞美尼亞人在公元一世紀已與衣索比亞有貿易關係。
除了明顯的宗教信仰外，也有一些亞美尼亞人在亚美尼亚种族大屠杀後來到衣索比亞，有40位逃脫土耳其人屠殺的亞美尼亞人孤兒被未來的衣索比亞皇帝海爾·塞拉西一世(馬科南王公)從耶路撒冷帶到衣索比亞，在那裡他隨後安排他們接受音樂教育指導。
他們在1924年到衣索比亞，其中一人成為衣索比亞國歌作曲人。
事實上，衣索比亞與葡萄牙人的交涉也是由亞美尼亞人促成。